# Björnflagga (finans)
Björnflagga är ett mönster som förekommer i priskurvor på finansiella marknader. Det består av en kraftig prissänkning, följd av flera dagars fluktuationer över en sakta stigande bottennivå, där det till slut på nytt inträffar ett kraftigt prisfall.